# Jin Midi
Jin Midi, Marchese Jing di Du; nome di cortesia: Wengshu 翁叔 (caratteri cinesi: 金日磾; pinyin: Jīn Mìdī; Wenzhou, 134 a.C. – 86 a.C.), è stato un politico e generale cinese di etnia Xiongnu, che servì l'impero durante la dinastia Han.
Egli fu il co-reggente dell'imperatore bambino Zhao di Han, durante i primi anni del suo regno.

## Origini
Nato nel 134 a.C., all'epoca Jin Midi non aveva ancora il cognome che gli fu più tardi dato dalla casa imperiale cinese. Egli era il principe ereditario della tribù di nomadi settentrionali conosciuti come Xiongnu, che sarebbe dovuto salire al trono dopo il Principe di Xiutu, uno dei principi maggiori sotto il capo supremo degli Xiongnu, il chanyu Gunchen. Dopo la morte di Gunchen nel 126 a.C., salì al trono suo figlio Ichise. Durante questo periodo, il Principe di Xiutu ed un altro dei principi più importanti, il Principe di Hunye, erano responsabili della difesa dei confini sudoccidentali del territorio Xiongnu, alla frontiera con il regno della dinastia Han (corrispondente alle attuali regioni centrali ed occidentali della provincia cinese del Gansu).
Nel 121 a.C., l'Imperatore Wu di Han mandò il suo generale Huo Qubing ad attaccare gli Xiongnu, infliggendo una grave sconfitta al popolo nomade. Durante la campagna, Huo uccise la Principessa di Zhelan e Luhou, nonché 8.900 soldati nomadi, inoltre prese prigionieri il figlio del Principe di Hunye, il suo capo assistente, un certo numero di ufficiali, ed inoltre confiscò una statua d'oro che il Principe di Xiutu aveva forgiato per venerare i suoi Dèi. Il capo Xiongnu Ichise rimase ampiamente deluso dalla sconfitta, e considerò di convocare i Principi di Xiutu e di Hunye per giustiziarli. I principi, spaventati, tramarono di conseguenza per disertare in favore degli Han. Quando l'Imperatore Wu mandò Huo Qubing ad accettare la resa dei due principi, il Principe di Xiutu cambiò idea e tentò di ritirarsi dalla diserzione, tuttavia il Principe di Hunye lo uccise e si arrese agli Han, insieme a tutta la regione che governava.
Jin Midi, che faceva parte insieme alla famiglia degli ufficiali del Principe di Xiutu, fu confiscato insieme alla madre (la principessa) ed al fratello Lun (倫) per servire l'impero cinese, fu quindi messo a guardia delle stalle imperiali.

## Regno dell'Imperatore Wu
Si narra che, durante l'occasione di un banchetto imperiale, l'Imperatore Wu ordinò che fossero portati al suo cospetto i cavalli per poterli esaminare. Midi, insieme agli altri compagni stallieri, portarono i cavalli dall'imperatore, tuttavia, poiché erano presenti le più belle concubine, tutti gli stallieri furono colpiti dalla loro bellezza e si fermarono a guardarle. Solamente Midi non osò distrarsi e l'Imperatore Wu, rendendosene conto, fu impressionato dal suo decoro, oltre che dalla sua alta statura e da quanto fossero forti ed in salute i cavalli sotto le sue cure. Quello stesso giorno, premiò Midi con degli abiti nuovi e lo rese direttore delle stalle imperiali, da quel momento lo stalliere ebbe la possibilità di avvicinarsi sempre di più alla casata regnante. Ricordando che il Principe di Xiutu usava venerare una statua dorata per pregare i suoi Dèi, l'Imperatore Wu diede al giovane Midi il cognome di Jin, che in cinese vuol dire "oro". Quando la madre di Jin Midi morì, l'imperatore fece dipingere un suo ritratto e lo appese in quello che sarebbe diventato il suo palazzo preferito, il Palazzo Ganquan (甘泉宮), intitolando l'opera "La Principessa di Xiutu" (non considerandola più, quindi, come una serva ma secondo il suo precedente status di principessa). Due dei figli di Jin divennero inservienti molto vicini all'Imperatore, dal quale vennero favoriti. In un'occasione, uno dei due figli di Jin fu scoperto dal padre mentre flirtava con una dama di compagnia dell'Imperatore Wu e, irato dal suo comportamento inappropriato, Jin Midi lo uccise e fece rapporto all'imperatore. Quest'ultimo, seppur rattristato da ciò che era accaduto, rimase ancora più impressionato dalla ferma moralità di Jin.
Nell'88 a.C., l'ufficiale imperiale Ma Heluo (馬何羅), impaurito poiché il clan dell'amico Jiang Chong (江充) era stato massacrato per ordine dell'imperatore (Jiang aveva falsamente accusato il principe ereditario Liu Ju di alto tradimento nel 91 a.C., atto che causò la ribellione dello stesso principe, che uccise Jiang. Successivamente anche Liu Ju fu assassinato, ma quando l'imperatore Wu scoprì che le accuse di Jiang erano false fece una strage del suo clan.), cospirò con i suoi fratelli per assassinare l'Imperatore Wu. I tentativi di assassinio furono contrastati da Jin, secondo i resoconti storici egli vide Ma che provava ad entrare nelle camere dell'imperatore con un coltello, quindi lo trattenne finché non arrivarono le guardie imperiali ad arrestarlo.
Nell'87 a.C., l'Imperatore Wu si ammalò seriamente e nominò principe ereditario il minore dei suoi figli, Liu Fuling. Poco prima di morire, l'imperatore chiamò a raccolta nelle sue stanze i suoi sottoposti più vicini per designare uno di loro, Huo Guang, fratello minore del generale Huo Qubing, regente del futuro imperatore che aveva all'epoca solo otto anni. Inizialmente Huo rifiutò, indicando come persona ideale per l'incarico proprio Jin, tuttavia quest'ultimo si oppose puntualizzando che diverse persone a corte non sarebbero state contente della scelta, in quanto egli era di etnia Xiongnu. L'imperatore Wu, allora, decise che Huo sarebbe diventato primo reggente, spalleggiato come secondi regenti da Jin Midi e dal comandante delle guardie imperiali, Shangguan Jie (上官桀). Alla sua morte, Liu Fuling gli successe al trono con il titolo di Imperatore Zhao.

## Regno dell'Imperatore Zhao
Nell'autunno dell'86 a.C., Jin Midi si ammalò gravemente. Huo Guang, dopo essersi consultato con l'Imperatore Zhao, decise di rendere Jin Marchese di Du sul letto di morte. Jin morì il giorno dopo l'investitura e fu seppellito vicino alla tomba dell'Imperatore Wu. La sua famiglia continuò a servire l'impero fino alla fine della dinastia degli Han Occidentali, per sette generazioni in totale.